# Cyclops clandestinus
Cyclops clandestinus – gatunek widłonoga z rodziny Cyclopidae. Takson ten jako pierwszy opisał w 1926 roku niemiecki zoolog Friedrich Kiefer, nadając mu nazwę Cyclops languidoides clandestinus.